# NGC 3738
NGC 3738 est une galaxie irrégulière naine bleue compacte située dans la constellation de la Grande Ourse. NGC 3738 a été découverte par l'astronome germano-britannique William Herschel en 1789.

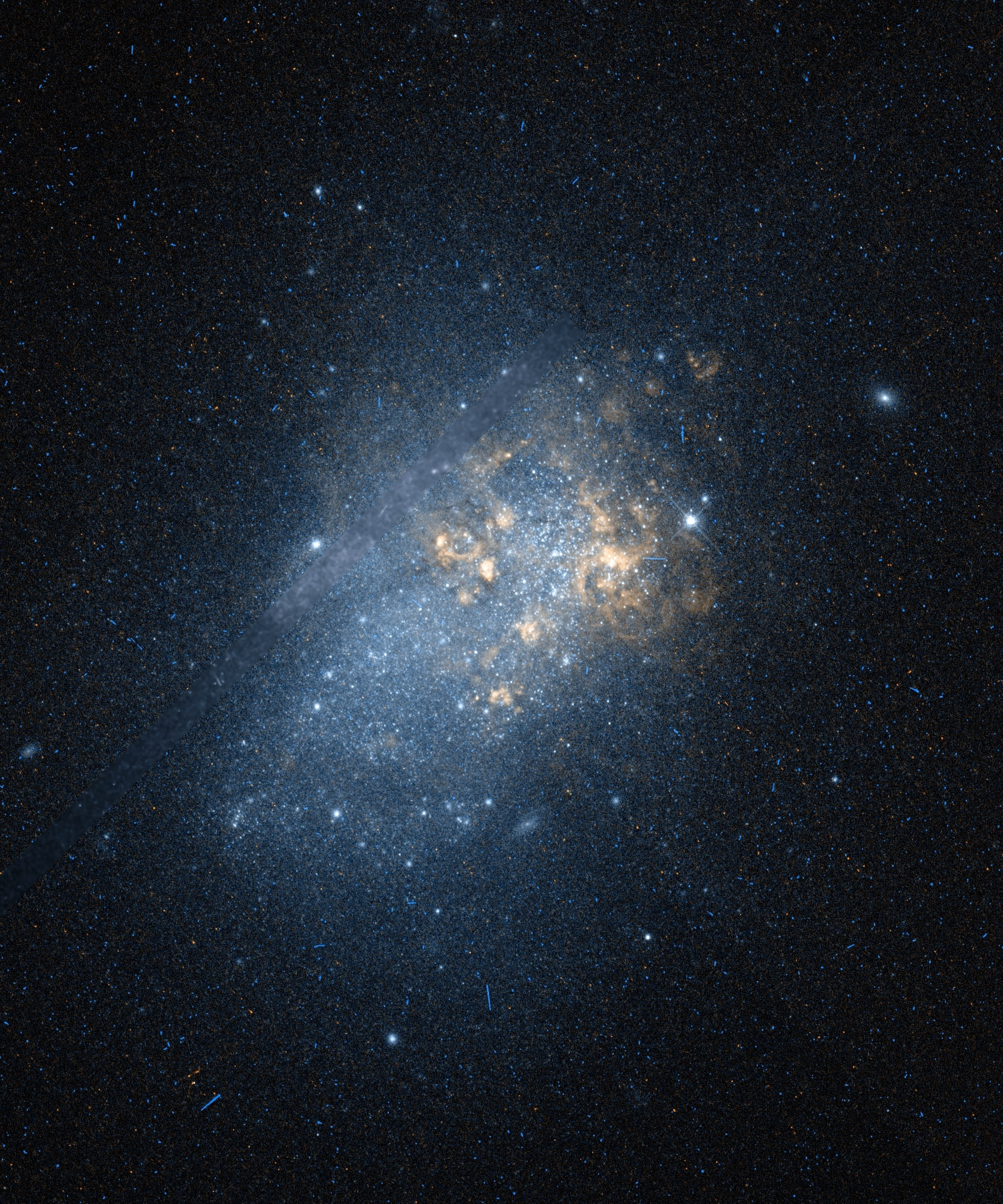
NGC 3738 par le télescope spatial Hubble.
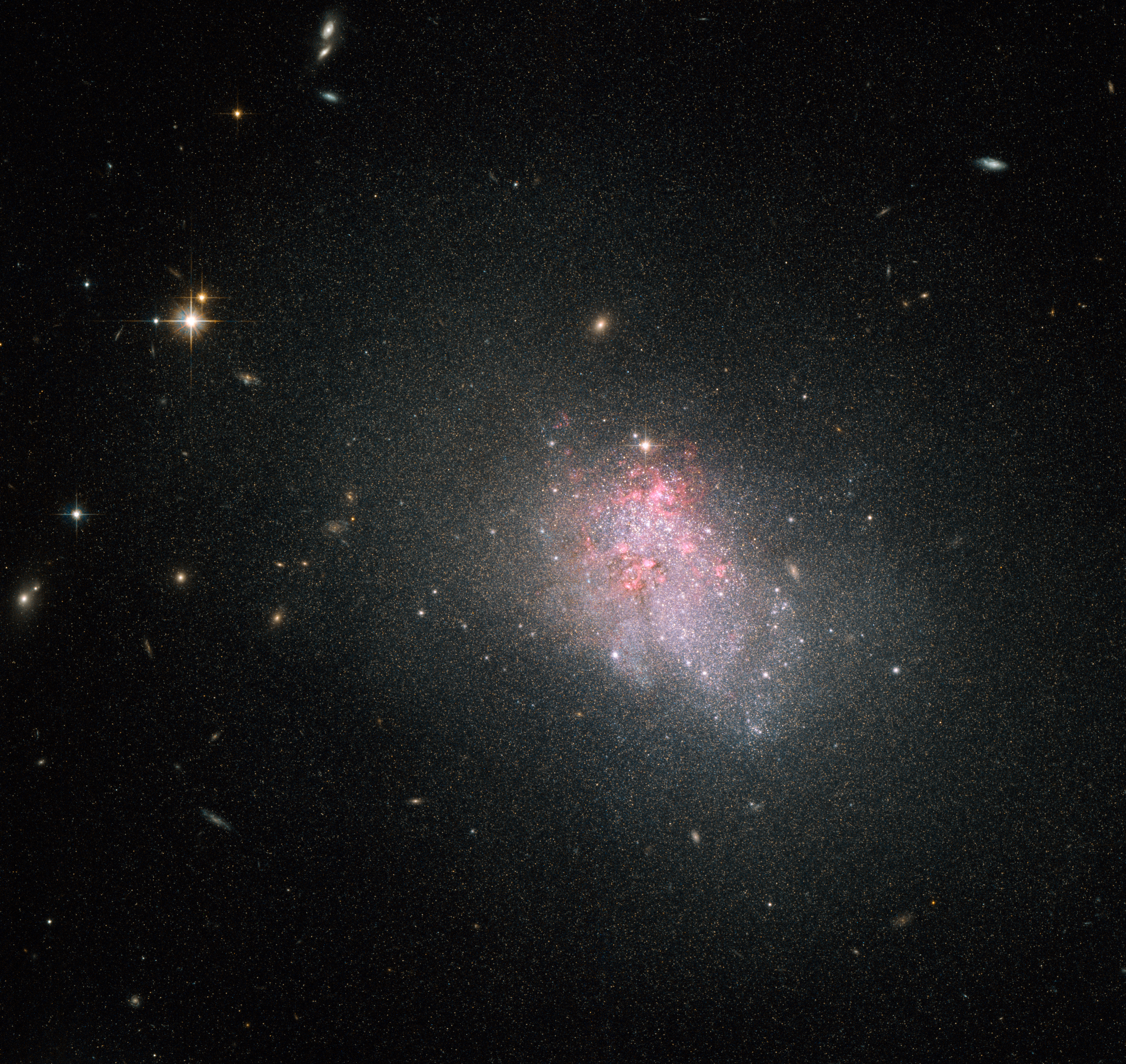
NGC 3738 dans le domaine de l'infrarouge par le télescope spatial Hubble.

## Caractéristiques
La classe de luminosité de NGC 3733 est V-VI et elle présente une large raie HI. Elle renferme également des régions d'hydrogène ionisé.

### Distance
Sa vitesse par rapport au fond diffus cosmologique est de
La vitesse de NGC 3738 par rapport au fond diffus cosmologique est de 412 ± 12 km/s, ce qui correspond à une distance de Hubble de 6,07 ± 0,46 Mpc (∼19,8 millions d'al).
À ce jour, sept mesures non basées sur le décalage vers le rouge (redshift) donnent une distance de 4,211 ± 1,211 Mpc (∼13,7 millions d'al), ce qui est légèrement à l'extérieur des valeurs de la distance de Hubble. Mais, puisque cette galaxie est très rapprochée du Groupe local, il est fort probable que cette valeur soit plus près de la distance réelle de NGC 3738. Notons que c'est avec la valeur moyenne des mesures indépendantes, lorsqu'elles existent, que la base de données NASA/IPAC calcule le diamètre d'une galaxie.

### Galaxie active
Selon la base de données Simbad, NGC 428 est une galaxie à noyau actif.